# Sequoia (superordinador)
IBM Sequoia va ser un superordinador Blue Gene/Q a petascala construït per IBM per a la National Nuclear Security Administration com a part del Advanced Simulation and Computing Program (ASC). Va ser lliurat al Lawrence Livermore National Laboratory (LLNL) el 2011 i es va desplegar completament el juny de 2012. Sequoia es va desmantellar el 2020, la seva darrera posició a la llista top500.org va ser el número 22 a la llista de novembre de 2019.
El 14 de juny de 2012, el Comitè de Projectes TOP500 va anunciar que Sequoia va substituir l'ordinador K com el superordinador més ràpid del món, amb un rendiment LINPACK de 17,17 petaflops, un 63% més ràpid que els 10,51 petaflops de l'ordinador K, amb un 123% més de nuclis que l'ordinador K. 705.024 nuclis. Sequoia també és més eficient energèticament, ja que consumeix 7,9 MW, un 37% menys que l'ordinador K de 12,6 MW.
Al novembre de 2017, Sequoia havia caigut al sisè lloc del rànquing TOP500, mentre que el 17 de juny de 2013 ocupava la tercera posició, darrere de Tianhe-2 i Titan.
S'han executat aplicacions científiques de rècord a Sequoia, la primera a superar 10 petaflops de rendiment sostingut. El marc de simulació de cosmologia HACC va aconseguir gairebé 14 petaflops amb una prova de referència de 3,6 bilions de partícules, mentre que el codi Cardioide, que modela l'electrofisiologia del cor humà, va aconseguir gairebé 12 petaflops amb un temps gairebé real. simulació.
Tot el superordinador funciona a Linux, amb CNK en més de 98.000 nodes i Red Hat Enterprise Linux amb 768 nodes d'E/S connectats al sistema de fitxers Luster.

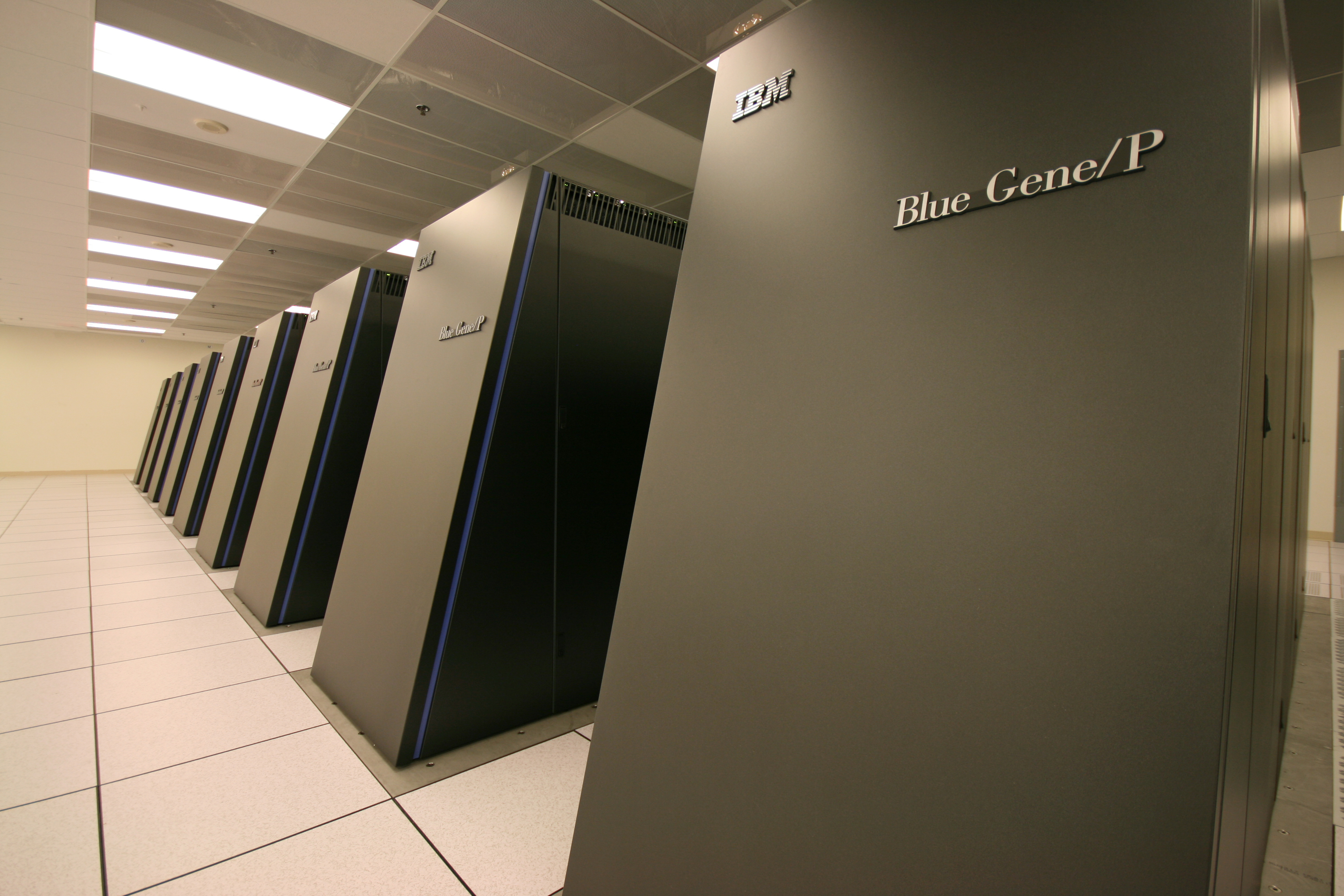
Prototip Dawn

## Prototip Dawn
IBM va construir un prototip, anomenat "Dawn", capaç de 500 teraflops, utilitzant el disseny Blue Gene/P, per avaluar el disseny de Sequoia. Aquest sistema es va lliurar l'abril de 2009 i va entrar a la llista Top500 al 9è lloc el juny de 2009.

## Disseny

### Arquitectura de nodes
Sequoia era un disseny Blue Gene/Q, basat en dissenys anteriors de Blue Gene. Constava de 96 bastidors que contenien 98.304 nodes de càlcul, és a dir, 1024 per bastidor. Els nodes de càlcul eren xips de processador A2 de 16 nuclis amb 16 GB de memòria DDR3 cadascun. Així, el sistema contenia un total de 96·1024·16 = 1.572.864 nuclis de processador amb memòria de 1,5 PiB. Cobria una àrea d'uns 3,000 peus quadrats (280 m2). Els nodes de càlcul estaven interconnectats en una topologia de torus de 5 dimensions.

## Aplicació
El gener de 2013, Sequoia va establir el rècord del primer superordinador que utilitzava més d'un milió de nuclis informàtics alhora per a una sola aplicació. El Centre d'Investigació de Turbulències (CTR) de Stanford Engineering l'ha utilitzat per resoldre un problema complex de dinàmica de fluids – la predicció del soroll generat per un motor de reacció supersònic.